# Антонио Сени
Анто̀нио Сѐни (на италиански: Antonio Segni) е италиански политик.
Той е 4-ти президент на Италия от 11 май 1962 до 6 декември 1964 г., когато си дава доброволно оставката. Преди това е 2 пъти министър-председател на Италия – от 6 юли 1955 до 19 май 1957 г. и от 15 февруари 1959 до 25 март 1960 г. Бил е също министър на вътрешните работи, на външните работи, на земеделието, на образованието, на отбраната.